# Pilocrocis benedictalis
Pilocrocis benedictalis là một loài bướm đêm trong họ Crambidae.